# Пуерто-Айсен
Пуерто-Айсен (ісп. Puerto Aysén) — місто на півдні Чилі, в регіоні Айсен. Адміністративний центр однойменної провінції.

## Клімат
Місто знаходиться у зоні, котра характеризується морським кліматом. Найтепліший місяць — січень із середньою температурою 13.3 °C (56 °F). Найхолодніший місяць — липень, із середньою температурою 3.3 °С (38 °F).
| Клімат Пуерто-Айсена    | Клімат Пуерто-Айсена | Клімат Пуерто-Айсена | Клімат Пуерто-Айсена | Клімат Пуерто-Айсена | Клімат Пуерто-Айсена | Клімат Пуерто-Айсена | Клімат Пуерто-Айсена | Клімат Пуерто-Айсена | Клімат Пуерто-Айсена | Клімат Пуерто-Айсена | Клімат Пуерто-Айсена | Клімат Пуерто-Айсена | Клімат Пуерто-Айсена |
| Показник                | Січ.                 | Лют.                 | Бер.                 | Квіт.                | Трав.                | Черв.                | Лип.                 | Серп.                | Вер.                 | Жовт.                | Лист.                | Груд.                | Рік                  |
| Абсолютний максимум, °C | 33                   | 28                   | 21                   | 20                   | 20                   | 13                   | 12                   | 15                   | 21                   | 22                   | 27                   | 30                   | 33                   |
| Середній максимум, °C   | 18                   | 17                   | 15                   | 12                   | 9                    | 7                    | 6                    | 8                    | 10                   | 12                   | 14                   | 16                   | 12                   |
| Середня температура, °C | 13                   | 12                   | 11                   | 8                    | 6                    | 4                    | 3                    | 4                    | 6                    | 8                    | 10                   | 12                   | 8                    |
| Середній мінімум, °C    | 8                    | 8                    | 7                    | 5                    | 3                    | 1                    | 0                    | 1                    | 2                    | 5                    | 6                    | 8                    | 5                    |
| Абсолютний мінімум, °C  | −1                   | 1                    | 2                    | −2                   | −2                   | −6                   | −6                   | −6                   | −7                   | −1                   | 1                    | 2                    | −7                   |
| Норма опадів, мм        | 190                  | 190                  | 210                  | 190                  | 370                  | 260                  | 280                  | 280                  | 160                  | 190                  | 170                  | 200                  | 2740                 |
| Днів з дощем            | 12                   | 12                   | 14                   | 13                   | 19                   | 16                   | 15                   | 16                   | 12                   | 13                   | 12                   | 13                   | 172                  |
| Вологість повітря, %    | 80                   | 82                   | 83                   | 85                   | 88                   | 89                   | 89                   | 87                   | 84                   | 82                   | 79                   | 78                   | 84                   |
| ----------------------- | -------------------- | -------------------- | -------------------- | -------------------- | -------------------- | -------------------- | -------------------- | -------------------- | -------------------- | -------------------- | -------------------- | -------------------- | -------------------- |
| Джерело: Weatherbase    |                      |                      |                      |                      |                      |                      |                      |                      |                      |                      |                      |                      |                      |